# Baynia
Baynia là một chi bướm đêm thuộc họ Geometridae.

## Các loài
- Baynia dismutata
- Baynia odontota